# Lupus (wydawnictwo)
Lupus – wydawnictwo prasy oraz książek komputerowych powstałe na początku lat 90. XX wieku, przejęte w 2003 przez konkurencyjne wydawnictwo Vogel Publishing. Nazwa pochodzi od nazwiska jednego z założycieli – Tadeusza Wilczka (Lupus, z łac. wilk).

## Historia
W 1989 roku Grzegorz Eider i Tomasz Zieliński podjęli decyzję o wydawaniu pisma komputerowego. W tym samym roku utworzyli wydawnictwo Lupus i w grudniu 1989 roku wydali próbny numer PCkuriera. Dwutygodnik przeznaczony dla użytkowników komputerów osobistych regularnie zaczął ukazywać się od stycznia 1990 roku. W lipcu 1990 roku do wydawnictwa dołączył Zbigniew Blewoński z dwumiesięcznikiem CADforum przeznaczonym dla użytkowników systemów CAD/CAM/CAE. W listopadzie 1990 roku wydawnictwo rozpoczęlo, w kooperacji z firmą ComSec publikację biuletynu dyskietkowego PCvirus. W grudniu 1990 roku ukazał się numer próbny kolorowego magazynu komputerowego Enter, a sam miesięcznik regularnie zaczął ukazywać się od marca 1991 roku. Pod koniec 1991 roku wydawnictwo LUPUS zostało przekształcone w spółkę z o.o. W 1992 roku zaczęło wydawać kilka nowych czasopism: dwumiesięcznik DECforum (od stycznia na zlecenie firmy Digital Equipment Polska), czasopisma dla fanów komputerów Amiga (w sierpniu jako wkładkę do magazynu Enter), magazyn o systemach otwartych UNIXforum (jako wkładkę do dwutygodnika PCkurier), magazyn o systemach sieciowych NETforum (jako wkładka do dwutygodnika PCkurier). W styczniu 1993 roku podczas targów Komputerowych Expo '93 po raz pierwszy ukazał się dziennik wydawnictwa Lupus „Obserwator Targowy”, który od tego czasu był wydawany podczas wszystkich ważnych krajowych targów komputerowych. W sierpniu 1993 roku Lupus przejął wydawanie miesięcznika Młody Technik. W grudniu 1993 roku Lupus wydał numer próbny miesięcznika Gambler poświęcony grom komputerowym. W lutym 2003 roku firma Weka Zeitschriften-Gruppe sprzedała swoje udziały firmie Vogel Burda Holding GmbH, a w lipcu tego samego roku swój udział wynoszący 50 procent sprzedał tej samej firmie Tadeusz Wilczek. Jedynym właścicielem wydawnictwa Lupus zostało niemieckie wydawnictwo Vogel Burda Holding GmbH.

## Wydawane tytuły
- AEC Forum
- CADforum, później CADCAM FORUM
- CRN (Computer Reseller News Polska)
- DECforum (wydawane na zlecenie i pod merytoryczną kontrolą firmy Digital Equipment Corporation)
- Electra (wydawane w postaci elektronicznej)
- Enter
- Gambler
- IT Kariera
- Magazyn Amiga
- Młody Technik (od 1995 roku wydawany przez AVT)[10]
- NETforum
- PCkurier (zawieszony w lipcu 2003 roku)[11]
- PCvirus (wydawane w postaci elektronicznej)
- Telecom Forum
- Telenet Forum (zawieszony w lipcu 2003 roku)[9]
- UNIX Forum
- Webmaster